# Staffetta (goletta)
La Staffetta è stata una goletta della Regia Marina, già della Marina del Regno di Sardegna. 

## Caratteristiche
Costruita per il collegamento postale con la Sardegna, la nave, di ridotte dimensioni, era una goletta a gabbiola, con albero di trinchetto a vele auriche con gabbia (vela quadra) ed albero maestro a vele auriche: tale armamento velico aveva maggior versatilità di quello a goletta (ed era infatti più diffuso tra le Marine militari), consentendo sia di poter stringere discretamente il vento mediante le vele auriche, sia di avere comunque una buona superficie portante per i venti larghi in poppa.
Scafo in legno con carena rivestita in rame, la goletta aveva ponte privo d'ingombri, eccettuato un carabottino di ridotte dimensioni collocato subito a proravia dell'albero maestro. Le murate dell'unità presentavano sei fori per cannoni su entrambi i lati, e l'armamento consisteva in otto cannoni in ferro a canna liscia.

## Storia
Varata nel 1831 nei cantieri genovesi della Foce per la Marina del Regno di Sardegna, la Staffetta ebbe un impiego lungo ed intenso, ma privo di eventi di particolare rilievo.
Nell'aprile 1833 la goletta si recò a Tunisi in missione diplomatica, e per analoghi scopi venne inviata a Tangeri in due occasioni, la prima nel dicembre 1835 e la seconda nel gennaio 1836.
L'unità fu quindi adibita al ruolo per cui era stata concepita, il collegamento postale di Stato con la Sardegna. Il 15 agosto 1842, in transito nelle acque di Cagliari con condizioni meteorologiche particolarmente avverse e con 75 passeggeri a bordo, la Staffetta fu raggiunta da due fulmini, che uccisero una passeggera ed il figlioletto ed arrecarono gravi danni ad ambedue gli alberi della goletta, che, non in più in grado di continuare la navigazione, dovette poggiare a Cagliari. 
Nell'agosto 1845 era comandante della nave il luogotenente di vascello Di Villafalletto, agli ordini del quale si recò a Tripoli, dopo aver toccato alcuni porti dell'Italia meridionale, tra cui Palermo. A fine gennaio 1846 la nave, partita da Cagliari, imbarcò 40 galeotti che poi trasportà a Porto Torres, dovendo tuttavia fare scalo a Palermo in seguito ad alcuni danni, tra i quali la perdita di un canotto e di un fiocco, provocati dal maltempo.
Il 26 aprile 1848 la goletta lasciò la Liguria e, insieme alle fregate San Michele (nave di bandiera del contrammiraglio Giuseppe Albini), Des Geneys e Beroldo ed al brigantino Daino (un secondo scaglione, composto dalle corvette Aquila ed Aurora e dalle pirocorvette Tripoli e Malfatano, partì qualche giorno più tardi), raggiunse il Mare Adriatico, ove partecipò alle operazioni della prima guerra d’indipendenza. Si trattò della prima occasione in cui navi sarde issarono la bandiera tricolore poi destinata diventare quella italiana. Dopo aver circumnavigato la penisola italiana con tempo sfavorevole ed aver fatto tappa ad Ancona il 20 maggio, la squadra sarda giunse a Venezia il 22 maggio 1848, aggiungendosi ad un'altra formazione navale del Regno delle Due Sicilie, già giunta nella città veneta, e ad una piccola flottiglia veneta: le tre squadre unite erano più potenti di quella austroungarica e questo destò grande entusiasmo, unitamente al fatto che il contrammiraglio Albini aveva ricevuto ordine di attaccare e distruggere eventuali navi nemiche. Ad assumere il comando congiunto delle operazioni fu lo stesso Albini.
Lo stesso 22 maggio 1848 la squadra sardo-veneto-napoletana avvistò al largo di Sacca di Piave una divisione austroungarica di minore forza. Essendo venuto meno il vento, Albini, disponendo solo di navi a vela, convinse De Cosa, per non perdere la superiorità numerica, a far prendere a rimorchio le unità piemontesi dalle pirofregate borboniche, ma il tutto venne eseguito in maniera talmente confusa che quattro piroscafi austroungarici fecero in tempo a raggiungere le navi della propria divisione ed a rimorchiarle sino a Muggia, le cui batterie costiere avevano a quel punto impedito ogni intervento della squadra sardo-napoletana: prima di sera solo le fregate Regina (borbonica) e San Michele erano giunte a tiro delle navi austroungariche, senza però essere passate all'attacco. A quel punto le navi sarde si misero alla fonda nella laguna di Sacca di Piave.
Dal 7 giugno al 14 agosto le navi sardo-piemontesi e ad alcune unità venete (la squadra borbonica era già stata fatta rientrare per via delle rivolte scoppiate in Sicilia), stazionò al largo di Trieste nell'ambito del blocco navale imposto alla città, importante porto civile e militare austro-ungarico. Tale blocco rimase però sulla carta, dato che la squadra sardo-veneta, giunta davanti a Trieste già il 23 maggio, aveva ricevuto diversi consoli delle nazioni della Confederazione tedesca, i quali affermarono che qualunque atto di guerra contro Trieste sarebbe stato considerato anche contro i loro stati. La squadra italiana rimase pertanto inattiva, e non reagì nemmeno quando, il 6 giugno, la San Michele venne colpita di rimbalzo da una palla sparata per provocazione da una fregata austroungarica. Nonostante la formale proclamazione del blocco, avvenuta l'11 giugno, diverse navi nemiche con carichi militari riuscirono ad entrare ed uscire da Trieste senza incontrare ostacoli. Sul finire del luglio 1848 la Staffetta, necessitando urgentemente di lavori di riparazione, dovette separarsi dalla squadra e fare ritorno a Genova.
Nel 1852 la goletta partecipò, insieme alla Squadra di Evoluzione, ad una campagna nel bacino orientale del Mediterraneo, facendo scalo in vari porti della Grecia.
Nel 1855-1856, durante la guerra di Crimea, la Staffetta fece parte della Divisione Navale sarda inviata in Crimea (forte complessivamente di 23 navi di vario tipo, 126 pezzi d'artiglieria e 2574 uomini) e prese parte alle operazioni di tale conflitto.
Rientrata a Genova, la Staffetta vi fu disarmata sino al 1860. Venduta già nei mesi iniziali del 1861, la goletta venne formalmente iscritta nel Quadro del Naviglio della Regia Marina all'atto della sua costituzione, il 17 marzo 1861.
Radiata nel novembre 1861, l'anziana unità venne avviata alla demolizione.